# Vụ mất tích của Frederick Valentich
Frederick Valentich (/ˈvæləntɪtʃ/) là phi công người Úc đã biến mất khi đang thực hiện chuyến bay huấn luyện dài 125 hải lý (232 km) trên chiếc máy bay hạng nhẹ Cessna 182L, mã đăng ký VH-DSJ, qua eo biển Bass vào tối thứ Bảy ngày 21 tháng 10 năm 1978. Valentich theo như lời mô tả là "người đam mê đĩa bay" ở độ tuổi 20, thông báo với Đài kiểm soát không lưu Melbourne rằng anh ta đang đi cùng với một chiếc máy bay ở độ cao khoảng 1.000 foot (300 m) phía trên máy bay của mình và động cơ của anh ta đã bắt đầu chạy loạn xạ, trước khi trình báo sau cùng: "Đó không phải là máy bay".
Có những báo cáo muộn màng về vụ chứng kiến UFO ở Úc vào đêm mất tích; thế nhưng hãng Associated Press đưa tin rằng Sở Giao thông Vận tải nghi ngờ khả năng UFO đứng đằng sau vụ mất tích này, và một số quan chức của họ suy đoán rằng "Valentich trở nên mất phương hướng và nhìn thấy ánh sáng của chính mình phản chiếu trong nước, hoặc ánh sáng từ một hòn đảo gần đó, lúc đang bay lộn ngược".

## Frederick Valentich

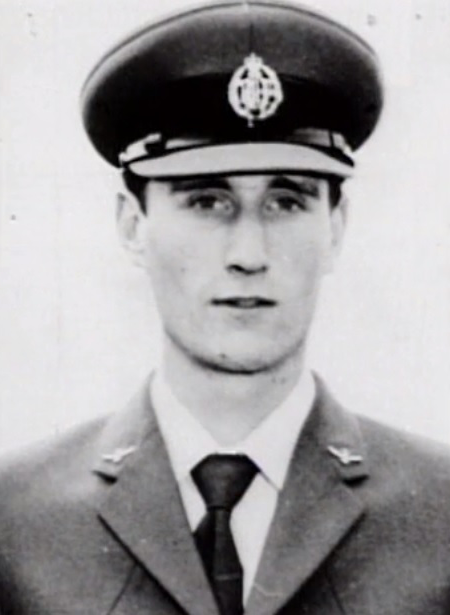
Chân dung Frederick Valentich

Frederick Valentich (ngày 9 tháng 6 năm 1958 – mất tích ngày 21 tháng 10 năm 1978) có tổng thời gian bay khoảng 150 giờ và được xếp vào loại chứng thư hạng bốn, cho phép ông bay vào ban đêm, nhưng chỉ "trong điều kiện khí tượng trực quan". Valentich từng hai lần nộp đơn xin gia nhập Không quân Hoàng gia Úc (RAAF), nhưng đều bị từ chối vì không đủ trình độ học vấn. Anh ta là thành viên thuộc Đoàn Huấn luyện Không quân Hoàng gia Úc, quyết tâm theo nghiệp hàng không. Valentich đang học bán thời gian để trở thành phi công thương mại nhưng có thành tích kém, hai lần trượt cả 5 môn thi lấy giấy phép bay thương mại và gần nhất là vào tháng trước khi mất tích thì anh ta lại trượt thêm 3 môn nữa. Valentich từng gây ra một số sự cố trong các chuyến bay, chẳng hạn như đi lạc vào khu vực được kiểm soát ở Sydney, để rồi phải nhận một lời cảnh báo và hai lần cố tình bay vào mây đến nỗi bị xem xét truy tố. Theo cha của anh tên là Guido thì bản thân Valentich là một người rất tin tưởng vào UFO và luôn lo lắng về việc bị chúng tấn công.
Điểm đến trong chuyến bay cuối cùng của Valentich là Đảo King, nhưng chẳng mấy ai hay biết gì về động cơ của anh ta trong chuyến bay này . Valentich nói với các quan chức chuyến bay rằng anh ta sẽ đến Đảo King để đón một số người bạn, trong lúc anh ta nói với những người khác rằng mình sẽ đi nhặt tôm hùm đất. Các cuộc điều tra về sau cho thấy cả hai lý do nêu trên đều không đúng sự thật. Valentich còn không thèm thông báo cho Sân bay Đảo King về ý định hạ cánh ở đó, đi ngược lại "quy trình tiêu chuẩn".

## Diễn biến vụ việc

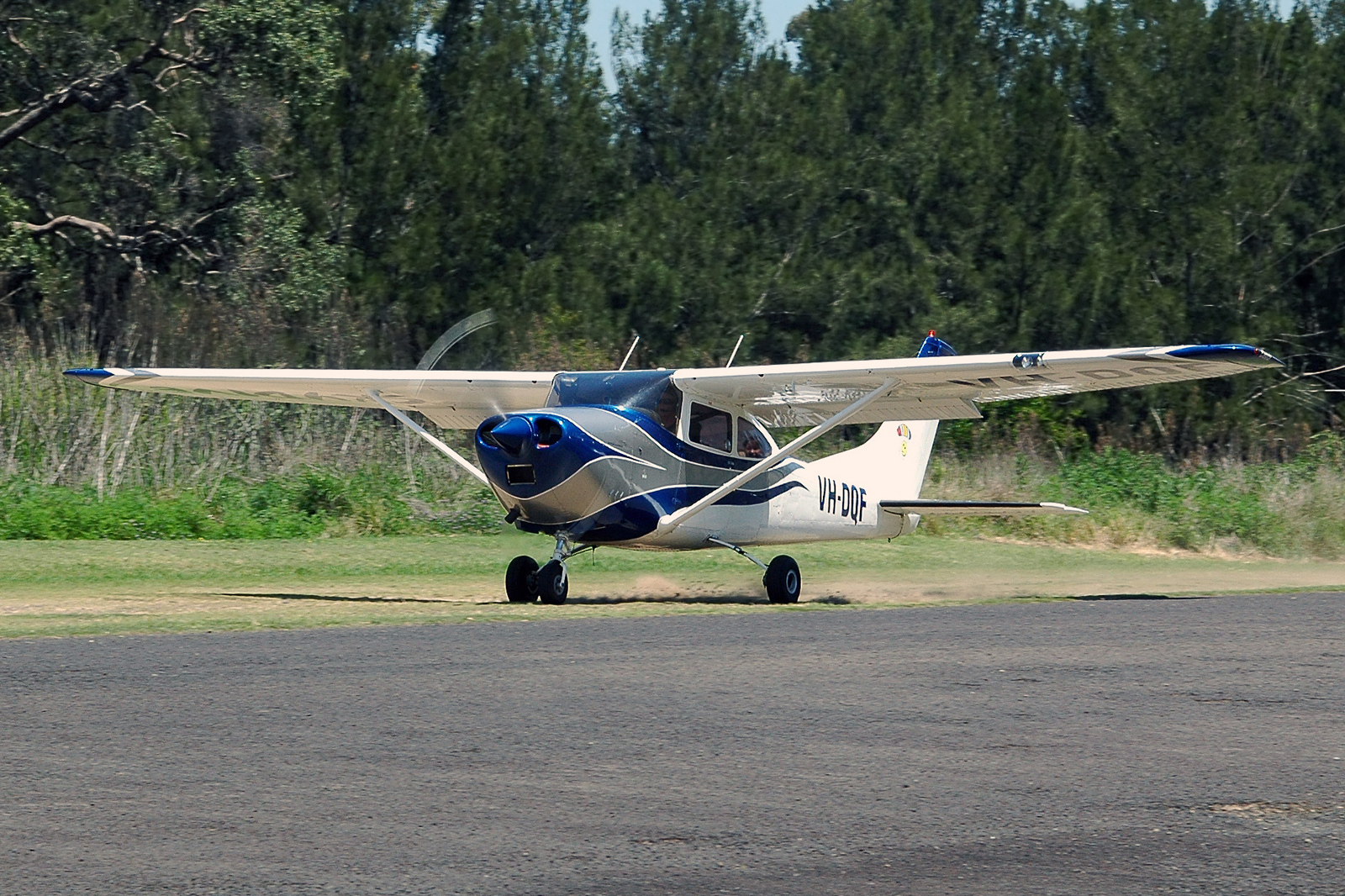
Một chiếc Cessna 182 tương tự như chiếc máy bay liên quan

Valentich đã truyền tin cho Dịch vụ bay Melbourne lúc 7 giờ 06 phút tối báo lại rằng một chiếc máy bay không xác định đang theo dõi anh ta ở độ cao 4.500 foot (1.400 m). Người ta thông báo cho anh ta biết không có chuyến bay nào ở cấp độ đó cả. Valentich ghi nhận mình có thể nhìn thấy một chiếc máy bay lớn không xác định dường như được chiếu sáng bởi bốn đèn hạ cánh sáng. Anh ta không thể xác nhận loại hình của nó, nhưng cho biết nó đã bay qua đầu khoảng 1.000 foot (300 m) và đang di chuyển với tốc độ cao. Valentich sau đó báo cáo rằng chiếc máy bay đang tiếp cận mình từ phía đông và nói rằng viên phi công kia có thể đang cố tình đùa giỡn với anh ta. Valentich cho biết chiếc máy bay đang "quay quanh" phía trên đầu mình và nó có bề mặt kim loại sáng bóng và ánh đèn xanh lục trên đó. Valentich báo cáo thêm rằng anh ta đang gặp sự cố về động cơ. Khi được yêu cầu xác định danh tính chiếc máy bay, Valentich nói: "Đó không phải là một chiếc máy bay". Đoạn truyền tin của Valentich ngay sau đó bị thứ tiếng ồn không xác định gây gián đoạn theo như mô tả đây là "tiếng kim loại, tiếng cào" trước khi mất hẳn liên lạc.

## Tìm kiếm và cứu hộ
Một cuộc tìm kiếm trên biển và trên không đã được thực hiện bao gồm cả mảng giao thông tàu biển, một máy bay Lockheed P-3 Orion của RAAF, cùng với tám máy bay dân sự. Cuộc tìm kiếm bao trùm hơn 1.000 dặm vuông Anh (2.600 km2). Những nỗ lực tìm kiếm này đều bị ngừng lại vào ngày 25 tháng 10 năm 1978 mà không đạt được kết quả nào cả.

## Tiến hành điều tra
Một cuộc điều tra về vụ mất tích của Valentich do Sở Giao thông Vận tải Úc tiến hành đã không thể xác định được nguyên nhân nhưng nó được cho là "gây tử vong" cho Valentich. Năm năm sau khi máy bay của Valentich mất tích, một nắp che động cơ được tìm thấy dạt vào bờ biển trên đảo Flinders. Tháng 7 năm 1983, Cục Điều tra An toàn Hàng không đã hỏi Phòng thí nghiệm Nghiên cứu Hải quân Hoàng gia Úc (RANRL) về khả năng nắp che này có thể đã "di chuyển" đến vị trí cuối cùng của nó từ khu vực máy bay biến mất. Cục lưu ý rằng "bộ phận được xác định bắt nguồn từ một chiếc máy bay Cessna 182 giữa một dãy số sê-ri nhất định", bao gồm cả chiếc máy bay của Valentich.

## Đề xuất lời giải thích
Có ý kiến cho rằng Valentich đã tự dàn dựng vụ mất tích của mình: ngay cả khi tính đến chuyến đi kéo dài từ 30 đến 45 phút đến Mũi Otway, chiếc Cessna 182 một động cơ vẫn có đủ nhiên liệu để bay 800 km (500 mi); bất chấp các điều kiện lý tưởng, không có lúc nào chiếc máy bay lọt vào màn hình radar, khiến người ta nghi ngờ liệu nó có từng ở gần Mũi Otway hay không; và cảnh sát Melbourne nhận được báo cáo về một chiếc máy bay hạng nhẹ hạ cánh bí ẩn cách Mũi Otway không xa cùng lúc Valentich mất tích.
Một lời giải thích khác được đề xuất là Valentich bị mất phương hướng và bay lộn ngược. Nếu đúng như vậy, ánh sáng mà anh ta nghĩ rằng mình nhìn thấy sẽ là ánh đèn của chính chiếc máy bay của mình được phản chiếu trên mặt nước; sau đó anh ta sẽ bị rơi xuống nước. Tuy vậy, mẫu Cessna mà anh ta đang lái không thể bay ngược được lâu vì nó có hệ thống cung cấp nhiên liệu bằng trọng lực, nghĩa là động cơ của nó sẽ ngừng hoạt động rất nhanh. Ngoài ra, có người đề xuất thêm khả năng khác là anh ta đã tự sát thế nhưng qua các cuộc phỏng vấn với bác sĩ và đồng nghiệp quen biết Valentich từ lâu hầu như đã loại bỏ khả năng này.
Bản đánh giá năm 2013 về đoạn ghi radio và các dữ liệu khác của nhà thiên văn học và phi công về hưu của Không quân Mỹ James McGaha và tác giả Joe Nickell đề xuất rằng Valentich thiếu kinh nghiệm đã bị lừa bởi ảo giác về đường chân trời nghiêng mà anh ta đã cố gắng bù đắp và vô tình đưa máy bay của mình vào một đường đi xuống, cái gọi là "vòng xoắn ốc nghĩa địa" mà ban đầu anh ta nhầm với quỹ đạo đơn giản của máy bay. Theo các tác giả, lực G của vòng xoắn ốc siết chặt sẽ làm giảm lưu lượng nhiên liệu, dẫn đến hiện tượng "chạy không tải thô" như Valentich đã báo cáo. McGaha và Nickell cũng đề xuất rằng luồng sáng chiếu từ trên cao, dường như đứng yên mà Valentich báo cáo có lẽ là các hành tinh Sao Kim, Sao Hỏa và Sao Thủy, cùng với ngôi sao sáng Antares, những ngôi sao này sẽ di chuyển theo cách phù hợp với lời mô tả của Valentich.

## Giới nghiên cứu UFO
Giới nghiên cứu UFO đã suy đoán rằng người ngoài hành tinh đã phá hủy máy bay của Valentich hoặc bắt cóc anh ta, khẳng định rằng một số cá nhân báo cáo đã nhìn thấy "luồng sáng xanh lục di chuyển thất thường trên bầu trời" và rằng anh ta đang "trong lúc lao dốc vào thời điểm đó". Họ tin rằng những lời tường thuật này rất quan trọng vì "ánh đèn màu xanh lục" từng được đề cập trong các đoạn truyền dẫn vô tuyến của Valentich.
Nhóm Ground Saucer Watch, có trụ sở tại Phoenix, Arizona nước Mỹ, tuyên bố rằng những bức ảnh do thợ sửa ống nước Roy Manifold chụp vào ngày Valentich mất tích cho thấy một vật thể chuyển động nhanh thoát ra khỏi mặt nước gần ngọn Hải đăng Cape Otway. Theo tác giả chuyên viết về UFO Jerome Clark, Ground Saucer Watch lập luận rằng họ cho thấy "một vật thể bay không xác định thực sự, có kích thước vừa phải, dường như được bao quanh bởi một luồng hơi/cặn khí thải giống như đám mây", mặc dù các bức ảnh không đủ rõ ràng để xác định vật thể này.